# Gare de Feurs
La gare de Feurs est une gare ferroviaire française de la ligne de Moret - Veneux-les-Sablons à Lyon-Perrache, située sur le territoire de la commune de Feurs, dans le département de la Loire en région Auvergne-Rhône-Alpes.
C'est une gare de la Société nationale des chemins de fer français (SNCF) desservie par les trains du réseau TER Auvergne-Rhône-Alpes.

## Situation ferroviaire
Établie à 345 m d'altitude, la gare de Feurs est située au point kilométrique (PK) 461,373 de la ligne de Moret - Veneux-les-Sablons à Lyon-Perrache entre les gares de Balbigny et de Montrond-les-Bains.

## Histoire
En 2023, selon les estimations de la SNCF, la fréquentation annuelle de la gare est de 174 300 voyageurs, nombre arrondi à la centaine la plus proche.

## Service des voyageurs

### Accueil
Gare SNCF, elle dispose de panneaux d'informations, de distributeurs de titres de transport TER ainsi que d'un guichet ouvert tous les jours de la semaine.

### Dessertes
Feurs est desservie par des trains du réseau Auvergne-Rhône-Alpes qui circulent sur la ligne no 12 entre les gares de Roanne et Saint-Étienne-Châteaucreux.

### Intermodalité
Un parking pour les véhicules ainsi que pour les vélos y est aménagé.